# Gary Cobb
Gary Cobb (Luton, 6 agosto 1968) è un ex calciatore inglese, di ruolo centrocampista.

## Caratteristiche tecniche
Era un'ala.

## Carriera
Dopo aver giocato nelle giovanili del Luton Town, club della sua città natale, nella stagione 1986-1987 esordisce in prima squadra, giocandovi 2 partite nella prima divisione inglese; nella stagione successiva gioca con maggiore regolarità, disputando 7 partite in prima divisione con gli Hatters, con cui tra l'altro in quest'ultima stagione vince anche una Coppa di Lega. Rimane in rosa nel club anche nel corso della stagione 1988-1989 e della stagione 1989-1990, entrambe sempre trascorse in prima divisione, nelle quali non gioca però ulteriori partite di campionato, trascorrendo in compenso due brevi periodi in prestito prima al Northampton Town (una presenza in terza divisione nei primi mesi della stagione 1988-1989) ed allo Swansea City nei primi mesi della stagione 1989-1990: con quest'ultimo club oltre a giocare 5 partite in terza divisione gioca anche una partita in Coppa delle Coppe, nei sedicesimi di finale del torneo contro i greci del Panathīnaïkos, che si impongono sul club gallese con un punteggio aggregato di 6-5.
Nell'estate del 1990 lascia definitivamente il Luton Town e passa al Fulham, club di terza divisione, con la cui maglia nell'arco di due stagioni gioca complessivamente 22 partite in questa categoria, arrivando così ad un totale in carriera di 37 presenze nei campionati della Football League (9 in prima divisione e 26 in terza divisione). Continua poi a giocare a livello semiprofessionistico per ulteriori otto stagioni: nella stagione 1992-1993 è al Chesham Utd, con cui vince la Isthmian League (sesta divisione), mentre dal 1994 al 1996 gioca nell'Aylesbury Utd (nuovamente in Insthmian League), dal 1996 al 1999 al St Albans City (con cui nella stagione 1998-1999 raggiunge le semifinali in FA Trophy), nella stagione 1999-2000 al Bedford Town nella Division One della Isthmian League (settima divisione) e nella stagione 2000-2001 al Berkhamsted Town, club della Division Two della Isthmian League (ottava divisione) con cui tra l'altro gioca (e perde) la finale di FA Vase.

## Palmarès

### Club

#### Competizioni nazionali
- Coppa di Lega inglese: 1

Luton Town: 1987-1988
- Isthmian League: 1

Chesham United: 1992-1993
- Isthmian League Cup: 1

Aylesbury United: 1994-1995

#### Competizioni regionali
- Berks & Bucks Senior Cup: 1

Chesham United: 1992-1993